# Barras (Alpes-de-Haute-Provence)
Barras település Franciaországban, Alpes-de-Haute-Provence megyében. Lakosainak száma 142 fő (2022. január 1.). Barras Aiglun, Champtercier, L’Escale, Mirabeau, Thoard és Volonne községekkel határos.

## Népesség
A település népességének változása:
| Lakosok száma | 109  | 84   | 111  | 148  | 138  | 135  | 142  | 147  | 146  | 142  |
|               | 1968 | 1982 | 1990 | 2006 | 2013 | 2015 | 2017 | 2019 | 2020 | 2022 |